# آسیاب کوچک یوسف‌آباد
آسیاب کوچک یوسف آباد یا آسیاب‌آبی یوسف‌آباد مربوط به دوره قاجار است و در تهران، خیابان سید جمال الدین اسدآبادی، بین خیابان ۵۱ و ۵۳، خیابان ۱۲ متری احداثی واقع شده و این اثر در تاریخ ۳ خرداد ۱۳۸۶ با شمارهٔ ثبت ۱۹۱۷۰ به‌عنوان یکی از آثار ملی ایران به ثبت رسیده است.